# Relations entre le Bangladesh et les États-Unis
Les relations entre le Bangladesh et les États-Unis sont les relations bilatérales de la république populaire du Bangladesh et les États-Unis d'Amérique. Le Bangladesh a une ambassade à Washington D.C. et des consulats à New York et Los Angeles. Les États-Unis ont une ambassade à Dacca, avec des centres d'information à Chittagong, Jessore, Rajshahi et Sylhet. L'ambassade des États-Unis au Bangladesh gère également la bibliothèque américaine Archer K. Blood et le centre Edward M. Kennedy à Dacca. Les deux pays sont membres des Nations unies.

## Histoire
Les contacts entre le Bengale et les États-Unis étaient limités pendant la domination britannique sur le sous-continent indien. Dans les années 1860, une agence consulaire a été établie pour Chittagong par le consulat général américain à Fort William. Au cours de la Seconde Guerre mondiale, d'importantes forces navales, aériennes et militaires américaines ont été stationnées au Bengale oriental dans le cadre de la campagne de Birmanie.
Les États-Unis ont établi un consulat général à Dacca en 1949, après la partition de l'Inde et du Bengale oriental, qui est devenu l'aile orientale du Dominion du Pakistan.
Pendant la guerre de libération du Bangladesh en 1971, des citoyens américains conduits par le consul général à Dacca, Archer K. Blood, ont envoyé une série de télégrammes détaillant les atrocités commises par l'armée pakistanaise contre des civils, des étudiants et des intellectuels bengalis.
Après la libération du Bangladesh en décembre 1971 et le retrait des troupes indiennes en mars 1972, les États-Unis ont officiellement reconnu le pays nouvellement indépendant le 4 avril 1972 et ont promis une aide de trois cent millions de dollars,.
Les États-Unis sont l'un des principaux partenaires de développement du Bangladesh depuis l'indépendance, ayant fourni plus de six milliards de dollars américains par le biais de l'USAID depuis 1972.
Le prix Nobel bangladais Muhammad Yunus a reçu la médaille présidentielle américaine de la liberté et la médaille d'or du Congrès américain, les plus hautes distinctions civiles des États-Unis,.